# Uroš Čučković
Uroš Čučković (montenegrói cirill átírással: Уpoш Чyчкoвић) (Kotor, 1990. április 25. –) világbajnoki 5. helyezett (2015) montenegrói válogatott vízilabdázó.